# 生田琢己
生田 琢己（いくた たくみ）は、日本の医師、医学者。専門は精神医学。熊本県出身。

## 経歴
熊本県立玉名高等学校、九州大学医学部卒業。九州大学大学院医学研究科修了。医学博士号を取得した。
1967年（昭和42年）九州大学医学部助手、1973年（昭和48年）講師を経て1974年（昭和49年）に徳島大学医学部教授となった。同11月16日に徳島大学精神科神経科に就任し、1998年（平成10年）3月31日に教授退官する。退官後は名誉教授に推された。